# 4대 대성전
4대 대성전(라틴어: Basilica maior 바실리카 마이오르[*])은 천주교 성당들 중 가장 위계가 높은 네 성당에게 부여되는 지위다. 산 조반니 인 라테라노 대성전, 성 베드로 대성전, 산 파올로 푸오리 레 무라 대성전, 산타 마리아 마조레 대성전이 이에 해당한다. 네 대성전 모두 로마 교구에 위치해 있다. 이 중 성 베드로 대성전은 바티칸 시 안에 소재하며 교황청이 주권을 행사한다. 나머지 셋은 이탈리아 영토에 존재하지만 라테라노 조약으로 특별 지위를 인정받는다.

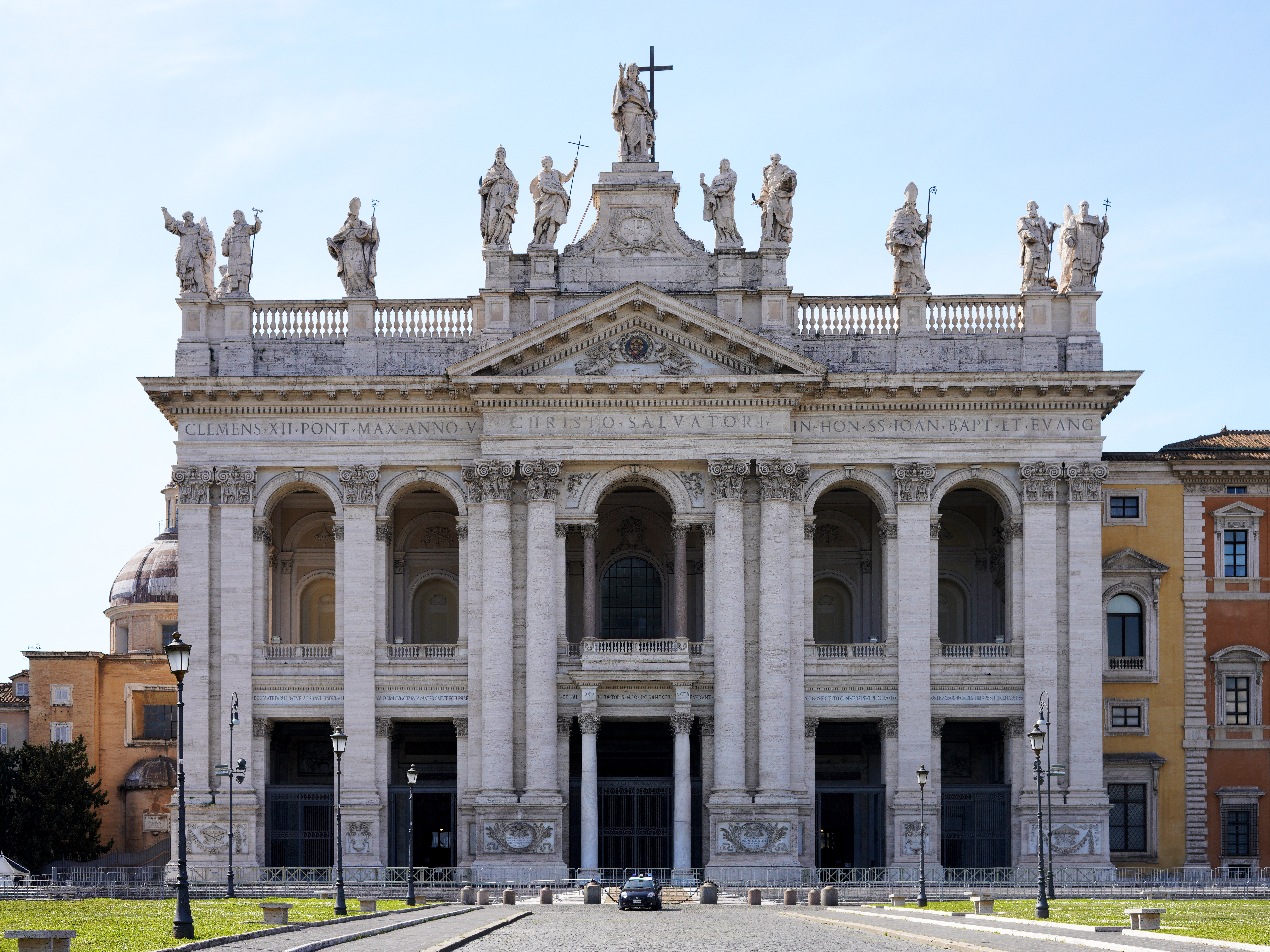
성 요한 대성전
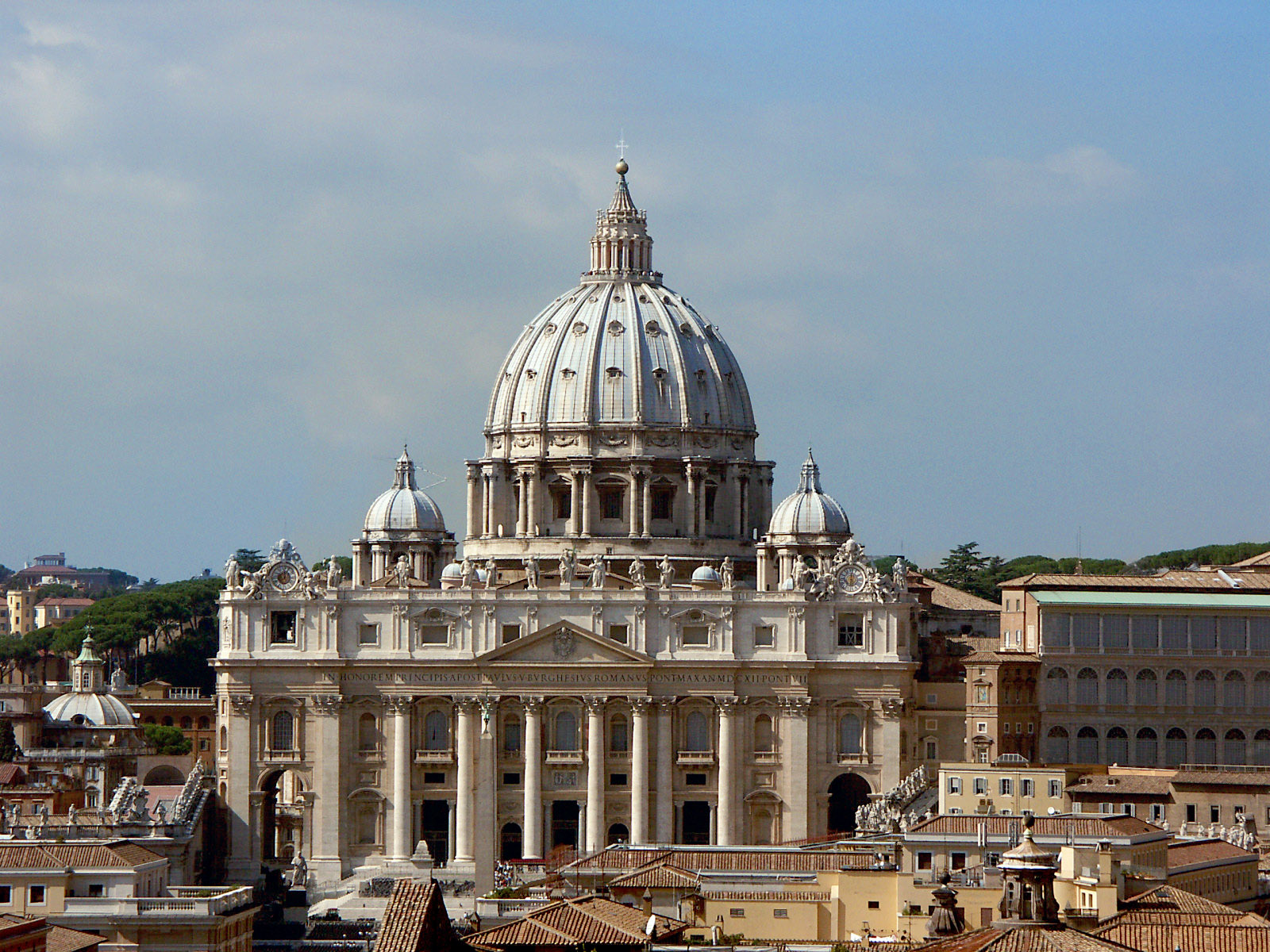
성 베드로 대성전
북위 41° 54′ 8″ 동경 12° 27′ 12″ / 북위 41.90222°  동경 12.45333°
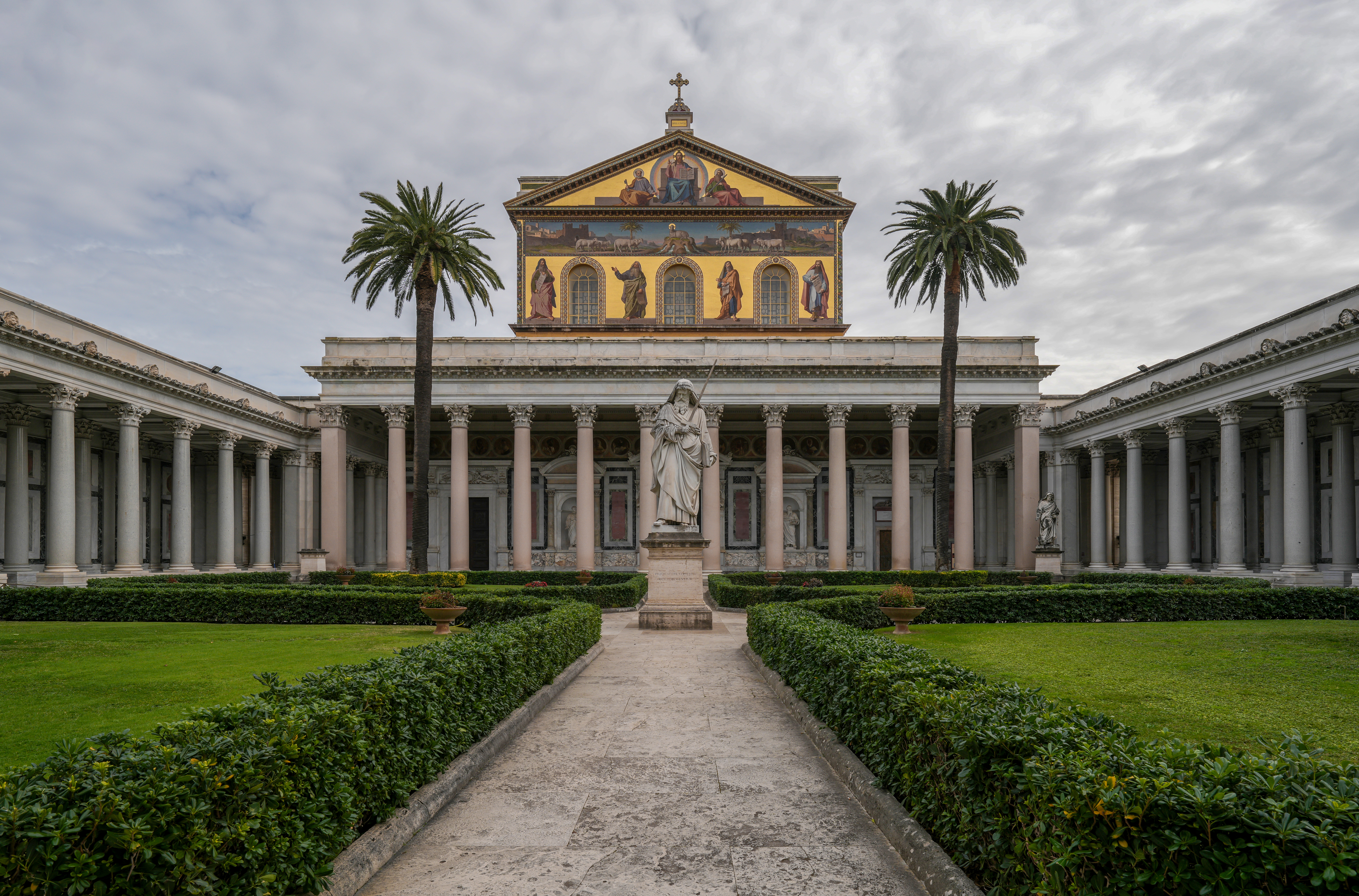
성 바오로 대성전
북위 41° 51′ 31″ 동경 12° 28′ 38″ / 북위 41.85861°  동경 12.47722°
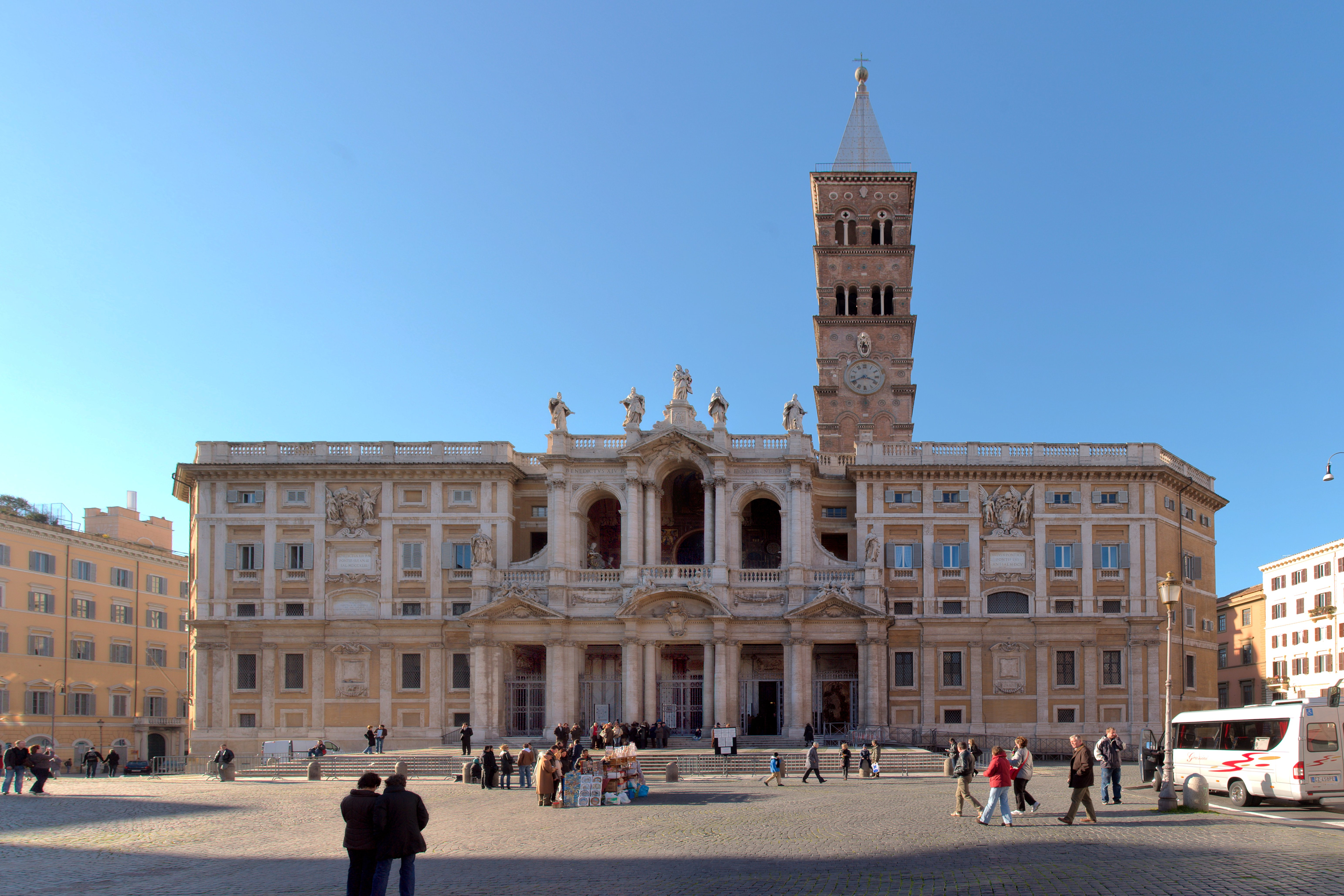
성모 마리아 대성전
북위 41° 53′ 51″ 동경 12° 29′ 55″ / 북위 41.89750°  동경 12.49861°